# Pithecopus ayeaye
Pithecopus ayeaye är en groddjursart som först beskrevs av Lutz 1966.  Pithecopus ayeaye ingår i släktet Pithecopus och familjen lövgrodor. Inga underarter finns listade i Catalogue of Life.
Denna padda förekommer med några få och små populationer i östra Brasilien i delstaternas Minas Gerais och São Paulo. Arten lever i kulliga områden och i bergstrakter mellan 650 och 1550 meter över havet. Habitatet är gränsen mellan skogar och savannlandskapet Cerradon. Individer hittas ofta intill pölar där växtligheten består av buskar. Honan lämnar äggen på blad som ligger ovanför vattendrag och grodynglens utveckling sker i vattendraget.
Beståndet hotas främst av vattenföroreningar från gruvdriftsområden. Pithecopus ayeaye påverkas negativ av bränder. Hela utbredningsområdet uppskattas vara 10km2 stort. IUCN kategoriserar arten globalt som akut hotad.